# Stredné Plachtince
Stredné Plachtince – wieś (obec) na Słowacji położona w kraju bańskobystrzyckim, w powiecie Veľký Krtíš. Pierwsze wzmianki o miejscowości pochodzą z 1473 roku.
Według danych z dnia 31 grudnia 2012 roku, wieś zamieszkiwało 640 osób, w tym 346 kobiet i 294 mężczyzn.
W 2001 roku rozkład populacji względem narodowości i przynależności etnicznej wyglądał następująco:
- Słowacy – 94,27%
- Czesi – 0,51%
- Romowie – 4,89%
- Węgrzy – 0,34%

Ze względu na wyznawaną religię struktura mieszkańców kształtowała się w 2001 roku następująco:
- Katolicy rzymscy – 25,8%
- Ewangelicy – 71,67%
- Ateiści – 2,53%